# Drassodes luridus
Drassodes luridus är en spindelart som först beskrevs av O. Pickard-Cambridge 1874.  Drassodes luridus ingår i släktet Drassodes och familjen plattbuksspindlar. Inga underarter finns listade i Catalogue of Life.